# Nomada ultima
Nomada ultima är en biart som beskrevs av Cockerell 1903. Nomada ultima ingår i släktet gökbin, och familjen långtungebin. Inga underarter finns listade i Catalogue of Life.